# Thủ tướng Campuchia
Thủ tướng Campuchia (tiếng Khmer: នាយករដ្ឋមន្ត្រីនៃកម្ពុជា, Néayôk Rôdthâmôntrei ney Kâmpŭchéa [niəjuək rɔəttʰamɔntrəj nəj kampuciə]) là người đứng đầu chính phủ của Campuchia. Thủ tướng cón được biết tới là Chủ tịch Nội các và lãnh đạo ngành hành pháp của Chính phủ Hoàng gia Campuchia. Thủ tướng được yêu cầu là một thành viên của, và được chỉ định bởi Quốc vương với nhiệm kỳ là 5 năm. Từ năm 1945, đã có 36 Thủ tướng.
Thủ tướng có thời gian tại vị lâu nhất trong lịch sử Campuchia là Hun Sen, thuộc Đảng Nhân dân Campuchia. Ông đảm nhiệm chức vụ từ 1985 đến năm 1993 và là đồng Thủ tướng từ năm 1993 đến năm 1998, sau đó tiếp tục được bầu làm Thủ tướng từ năm 1998 đến năm 2023. Hun Manet, Thủ tướng tân nhiệm, là con trai của ông.

## Lịch sử
Vị trí này được vua Norodom Sihanouk nắm giữ vào tháng 3 năm 1945, trong thời kỳ thuộc địa Pháp. Các cuộc bầu cử quốc hội đầu tiên của Campuchia được tổ chức vào ngày 1 tháng 9 năm 1946. Đảng Dân chủ chi phối chính trị Campuchia trong suốt những năm 1940 cho đến khi sự hình thành của Sangkum Reastr Niyum vào năm 1955. Sangkum chiếm ưu thế trong Campuchia 1955-1970 tới cuộc đảo chính quân sự do Tướng Lon Nol tiến hành. Cho đến năm 1993, chức vụ không phải là một vị trí được bầu. Chỉ có vài Thủ tướng được bầu là Sisowath Youtevong, Norodom Sihanouk, và Lon Nol. Năm 1993, chế độ quân chủ lập hiến được khôi phục tại Campuchia. Vai trò của thủ tướng chính thức được công nhận trong hiến pháp. Norodom Ranariddh trở thành thủ tướng đầu tiên được bầu cử dân chủ.

## Bổ nhiệm
Thủ tướng được yêu cầu là một thành viên của quốc hội. Trước tiên, ông cần phải được đa số nghị viện bầu trước khi tuyên thệ. Lễ nhậm chức của thủ tướng diễn ra tại Cung điện Hoàng gia. Người được chỉ định của thủ tướng tuyên thệ trước tòa nhà và hai biểu tượng Thammayut và Mohanikay. Một nội các sau đó sẽ được công bố. Sự hình thành một chính phủ mới diễn ra không quá 60 ngày sau cuộc bầu cử, như được định nghĩa trong hiến pháp. Thủ tướng được các Phó thủ tướng hỗ trợ.
Điều 125 của Hiến pháp quy định rằng nếu thủ tướng từ chức hoặc chết tại chức, thì một thủ tướng hành động được chỉ định.

## Văn phòng

Văn phòng Thủ tướng.

Cung Hòa bình là nơi làm việc chính của thủ tướng. Nó được khánh thành vào ngày 19 tháng 10 năm 2010 bởi nhà vua. Tuy nhiên, thủ tướng sống tại nhà riêng của mình.

## Quyền hạn
Quyền hạn của Thủ tướng Chính phủ được quy định trong Hiến pháp hiện hành của Campuchia, được thông qua ngày 24 tháng 9 năm 1993 và sửa đổi vào ngày 4 tháng 3 năm 1999. Các điều khoản này được định nghĩa trong Hiến pháp như sau:
- Điều 11:Trong trường hợp nhà vua không đảm nhiệm được nhiệm vụ của nguyên thủ quốc gia vì bệnh nặng được chứng nhận bởi một nhóm chuyên gia y tế được Chủ tịch Thượng viện, Chủ tịch Quốc hội và Thủ tướng Chính phủ bổ nhiệm, thì Chủ tịch Thượng viện sẽ phục vụ như người đứng đầu nhà nước thay cho Vua làm Nhiếp chính.
- Điều 13: Trong thời hạn bảy ngày sau khi trống ngôi, vị vua mới của Campuchia sẽ được Hội đồng Tôn vương lựa chọn. Các thành viên hội đồng bao gồm:
  - Chủ tịch Thượng viện
  - Chủ tịch Quốc hội
  - Thủ tướng
  - Lãnh đạo của Thammayut và Mohanikay
  - Phó Chủ tịch thứ nhất và thứ hai của Thượng viện
  - Phó Chủ tịch thứ nhất và thứ hai của Quốc hội.
- Điều 19: Vua chỉ định Thủ tướng Chính phủ và Hội đồng Bộ trưởng theo quy định tại Điều 119.
- Điều 20: Nhà vua gặp Thủ tướng Chính phủ và Nội các một tháng hai lần để hỏi về tình hình của đất nước.
- Điều 22: Khi quốc gia đang gặp nguy hiểm, nhà vua tuyên bố công khai tình trạng khẩn cấp với sự chấp thuận của Thủ tướng Chính phủ, Chủ tịch Quốc hội và Chủ tịch Thượng viện.
- Điều 78: Quốc hội không thể bị giải tán trước nhiệm kỳ, trừ trường hợp trong vòng 12 tháng mà chính phủ bị lật đổ tới hai lần, thì Vua phải giải tán quốc hội, sau khi có đề nghị của Thủ tướng và được sự đồng ý của Chủ tịch quốc hội.
- Điều 83:... Mỗi phiên họp của Quốc hội kéo dài ít nhất ba tháng. Theo yêu cầu của nhà vua, Thủ tướng Chính phủ hoặc một phần ba số thành viên của Quốc hội, Uỷ ban thường vụ Quốc hội triệu tập Quốc hội phiên họp đặc biệt....
- Điều 88: Các cuộc họp của Quốc hội được công khai. Quốc hội có thể họp phiên họp kín theo yêu cầu của Chủ tịch Quốc hội hoặc ít nhất một phần mười thành viên theo yêu cầu của nhà vua hoặc theo yêu cầu của Thủ tướng Chính phủ....
- Điều 91: Đại biểu quốc hội, nghị sĩ thượng viện và thủ tướng có quyền đề xuất luật.
- Điều 96: Đại biểu quốc hội có quyền chất vất chính phủ. Những chất vấn này phải được viết bằng văn bản gửi qua chủ tịch quốc hội. Trả lời chất vấn có thể do một hoặc nhiều bộ trưởng có liên quan đến trách nhiệm. Nếu vấn đề có liên quan đến chính sách chung của chính phủ thì thủ tướng phải trực tiếp trả lời. Trả lời của bộ trưởng hoặc thủ tướng có thể trực tiếp bằng miệng hoặc bằng văn bản. Trả lời trên phải được tiến hành trong thời gian 7 ngày kể từ khi nhận được chất vấn. Đối với việc trả lời trực tiếp bằng miệng, Chủ tịch quốc hội có thể quyết định cho hoặc không cho tranh luận. Nếu không cho tranh luận thì sự trả lời của bộ trưởng hoặc thủ tướng được coi là kết thúc chất vấn. Nếu có tranh luận mà người chất vấn không còn vấn đề gì khác nữa thì bộ trưởng liên quan hoặc thủ tướng có thể tranh luận trao đổi ý kiến trong thời gian không quá một buổi họp.
- Điều 107: Thượng viện sẽ họp thường kỳ hai lần một năm. Mỗi phiên kéo dài ít nhất ba tháng. Theo yêu cầu của nhà vua hoặc theo đề nghị của Thủ tướng Chính phủ hoặc ít nhất 1/3 số thành viên, Thượng viện triệu tập các thành viên của mình cho một phiên họp đặc biệt.
- Điều 111: Buổi điều trần của Thượng viện là công khai. Thượng viện có thể họp phiên họp kín theo yêu cầu của Chủ tịch hoặc ít nhất một phần mười thành viên, theo yêu cầu của nhà vua, theo yêu cầu của Thủ tướng Chính phủ hoặc theo yêu cầu của Chủ tịch Quốc hội.
- Điều 118: Hội đồng Bộ trưởng là Chính phủ Hoàng gia Campuchia. Hội đồng Bộ trưởng do Thủ tướng Chính phủ đứng đầu với sự trợ giúp của các Phó Thủ tướng, Bộ trưởng và Thư ký Nhà nước là thành viên.
- Điều 119: Theo đề nghị của Chủ tịch và với sự đồng ý của hai Phó Chủ tịch Quốc hội, Nhà Vua bổ nhiệm thành viên của bên thắng trong cuộc bầu cử để thành lập Chính phủ Hoàng gia. Người được chỉ định, là thành viên của đảng hoặc đảng viên được đại diện tại Quốc hội chịu trách nhiệm về các chức vụ của các bộ trong chính phủ hoàng gia, tìm kiếm sự tín nhiệm của Quốc hội. Khi Quốc hội biểu quyết sự tín nhiệm, nhà vua sẽ ký kết cuộc bầu cử toàn bộ nội các. Trước khi được nhậm chức, Hội đồng Bộ trưởng sẽ tuyên thệ theo các điều khoản quy định tại Phụ lục 6.
- Điều 121. Tất cả các thành viên của Chính phủ Hoàng gia đều chịu trách nhiệm chung với Quốc hội về chính sách chung của chính phủ hoàng gia. Mỗi thành viên của Chính phủ Hoàng gia chịu trách nhiệm cá nhân với Thủ tướng và Quốc hội về các hành vi đã cam kết.
- Điều 123: Nội các họp mỗi tuần trong phiên họp toàn thể hoặc làm việc. Phiên họp toàn thể do Thủ tướng Chính phủ chủ trì. Thủ tướng Chính phủ có thể uỷ nhiệm cho Phó Thủ tướng chủ trì các cuộc họp. Tất cả các biên bản cuộc họp của Hội đồng Bộ trưởng phải được chuyển cho nhà vua để biết thông tin.
- Điều 124: Thủ tướng Chính phủ có thể uỷ quyền cho Phó Thủ tướng hoặc thành viên của chính phủ hoàng gia.
- Điều 125: Khi chức vụ của Thủ tướng Chính phủ vắng mặt vĩnh viễn, phải tiến hành bổ nhiệm Hội đồng Bộ trưởng mới theo quy định của Hiến pháp này. Nếu vị trí tạm thời trống, tạm thời chỉ định một Thủ tướng Chính phủ.
- Điều 140: Nhà vua, Thủ tướng Chính phủ, Chủ tịch Quốc hội hoặc một phần mười số đại biểu, Chủ tịch Thượng viện hoặc một phần tư số thượng nghị sĩ, có thể tham khảo luật do Quốc hội thông qua cho Hội đồng Hiến pháp để xem xét trước khi ban hành.
- Điều 141: Sau khi có luật, Quốc vương, Chủ tịch Thượng viện, Chủ tịch Quốc hội, Thủ tướng Chính phủ, một phần tư Thượng viện, một phần mười số đại biểu hoặc Toà án có quyền yêu cầu Hội đồng Hiến pháp xác định tính hiến pháp của luật này. Công dân có quyền thách thức tính hiến pháp của luật pháp thông qua Nghị viện hoặc của Chủ tịch Quốc hội hoặc Thượng viện hoặc Chủ tịch Thượng viện như được quy định ở đoạn trên.
- Điều 148: Đại hội Quốc dân họp mỗi năm một lần vào đầu tháng 12 theo lời mời của Thủ tướng Chính phủ. Đại hội Quốc dân được tổ chức dưới sự chủ tọa của nhà Vua.
- Điều 151: Quyền sửa đổi, bổ sung hiến pháp thuộc về nhà vua, Thủ tướng Chính phủ, Chủ tịch Quốc hội, theo đề xuất của một phần tư số thành viên của Quốc hội. Việc sửa đổi hoặc sửa đổi hiến pháp phải được thực hiện theo luật hiến pháp do Quốc hội biểu quyết thông qua đa số 2/3 tất cả các thành viên của Quốc hội.

## Danh sách Thủ tướngCampuchia
| STT                                                        | Thủ tướng | Thủ tướng                                              | Tại nhiệm                                   | Ghi chú                                                                        |
| ---------------------------------------------------------- | --------- | ------------------------------------------------------ | ------------------------------------------- | ------------------------------------------------------------------------------ |
| Xứ bảo hộ Campuchia thuộc Liên bang Đông Dương (1945-1949) |           |                                                        |                                             |                                                                                |
| 1                                                          |           | Quốc vương Norodom Sihanouk                            | 18 tháng 3 năm 1945 - 13 tháng 8 năm 1945   | Lần thứ nhất 148 ngày                                                          |
| 2                                                          |           | Sơn Ngọc Thành                                         | 14 tháng 8 năm 1945 - 16 tháng 10 năm 1945  | Lần thứ nhất 63 ngày                                                           |
| 3                                                          |           | Hoàng thân Sisowath Monireth                           | 17 tháng 10 năm 1945 - 15 tháng 12 năm 1946 | 1 năm, 59 ngày                                                                 |
| 4                                                          |           | Hoàng thân Sisowath Youtevong                          | 15 tháng 12 năm 1946 - 15 tháng 7 năm 1947  | 212 ngày                                                                       |
| 5                                                          |           | Sisowath Watchayavong                                  | 25 tháng 7 năm 1947 - 20 tháng 2 năm 1948   | 210 ngày                                                                       |
| 6                                                          |           | Chhean Vam                                             | 20 tháng 2 năm 1948 - 14 tháng 8 năm 1948   | 176 ngày                                                                       |
| 7                                                          |           | Samdech Penn Nouth                                     | 15 tháng 8 năm 1948 - 21 tháng 1 năm 1949   | Lần thứ nhất 160 ngày                                                          |
| 8                                                          |           | Yem Sambaur                                            | 12 tháng 2 năm 1949 - 20 tháng 9 năm 1949   | Lần thứ nhất 242 ngày                                                          |
| 9                                                          |           | Ieu Koeus                                              | 20 tháng 9 năm 1949 - 29 tháng 9 năm 1949   | 9 ngày                                                                         |
| (8)                                                        |           | Yem Sambaur                                            | 29 tháng 9 năm 1949 - 8 tháng 11 năm 1949   | Lần thứ hai 40 ngày                                                            |
| Quốc gia Campuchia trong Liên hiệp Pháp (1949–1953)        |           |                                                        |                                             |                                                                                |
| (8)                                                        |           | Yem Sambaur                                            | 8 tháng 11 năm 1949 - 28 tháng 4 năm 1950   | Lần thứ ba 171 ngày                                                            |
| (1)                                                        |           | Quốc vương Norodom Sihanouk                            | 28 tháng 4 năm 1950 - 30 tháng 5 năm 1950   | Lần thứ hai 32 ngày                                                            |
| 10                                                         |           | Hoàng thân Samdech Krom Luong Sisowath Monipong        | 30 tháng 5 năm 1950 - 3 tháng 3 năm 1951    | 277 ngày                                                                       |
| 11                                                         |           | Oum Chheang Sun                                        | 3 tháng 3 năm 1951 - 12 tháng 10 năm 1951   | Lần thứ nhất 223 ngày                                                          |
| 12                                                         |           | Huy Kanthoul                                           | 13 tháng 10 năm 1951 - 16 tháng 6 năm 1952  | 248 ngày                                                                       |
| (1)                                                        |           | Quốc vương Norodom Sihanouk                            | 16 tháng 6 năm 1952 - 24 tháng 1 năm 1953   | Lần thứ ba 222 ngày                                                            |
| (7)                                                        |           | Samdech Penn Nouth                                     | 24 tháng 1 năm 1953 - 9 tháng 11 năm 1953   | Lần thứ hai 289 ngày                                                           |
| Vương quốc Campuchia độc lập (1953–1960)                   |           |                                                        |                                             |                                                                                |
| (7)                                                        |           | Samdech Penn Nouth                                     | 9 tháng 11 năm 1953 - 22 tháng 11 năm 1953  | Lần thứ hai 13 ngày                                                            |
| 13                                                         |           | Chan Nak                                               | 23 tháng 11 năm 1953 - 7 tháng 4 năm 1954   | 135 ngày                                                                       |
| (1)                                                        |           | Quốc vương Norodom Sihanouk                            | 7 tháng 4 năm 1954 - 18 tháng 4 năm 1954    | Lần thứ 4 11 ngày                                                              |
| (7)                                                        |           | Samdech Penn Nouth                                     | 18 tháng 4 năm 1954 - 26 tháng 1 năm 1955   | Lần thứ ba 283 ngày                                                            |
| 14                                                         |           | Leng Ngeth                                             | 26 tháng 1 năm 1955 - 3 tháng 10 năm 1955   | 250 ngày                                                                       |
| (1)                                                        |           | Hoàng thân Norodom Sihanouk                            | 3 tháng 10 năm 1955 - 5 tháng 1 năm 1956    | Lần thứ 5 94 ngày                                                              |
| (11)                                                       |           | Oum Chheang Sun                                        | 5 tháng 1 năm 1956 - 29 tháng 2 năm 1956    | 55 ngày                                                                        |
| (1)                                                        |           | Hoàng thân Norodom Sihanouk                            | 1 tháng 3 năm 1956 - 24 tháng 3 năm 1956    | Lần thứ 6 23 ngày                                                              |
| 15                                                         |           | Khim Tit                                               | 3 tháng 4 năm 1956 - 29 tháng 7 năm 1956    | 117 ngày                                                                       |
| (1)                                                        |           | Hoàng thân Norodom Sihanouk                            | 15 tháng 9 năm 1956 - 15 tháng 10 năm 1956  | Lần thứ 7 30 ngày                                                              |
| 16                                                         |           | Sam Yun                                                | 25 tháng 10 năm 1956 - 7 tháng 4 năm 1957   | 164 ngày                                                                       |
| (1)                                                        |           | Hoàng thân Norodom Sihanouk                            | 9 tháng 4 năm 1957 - 7 tháng 7 năm 1957     | Lần thứ 8 89 ngày                                                              |
| 17                                                         |           | Sim Var                                                | 26 tháng 7 năm 1957 - 11 tháng 1 năm 1958   | Lần thứ nhất 169 ngày                                                          |
| 18                                                         |           | Ek Yi Oun                                              | 11 tháng 1 năm 1958 - 17 tháng 1 năm 1958   | 6 ngày                                                                         |
| (7)                                                        |           | Samdech Penn Nouth                                     | 17 tháng 1 năm 1958 - 24 tháng 4 năm 1958   | Lần thứ 4 97 ngày                                                              |
| (17)                                                       |           | Sim Var                                                | 24 tháng 4 năm 1958 - 10 tháng 7 năm 1958   | Lần thứ hai 97 ngày                                                            |
| (1)                                                        |           | Hoàng thân Norodom Sihanouk                            | 10 tháng 7 năm 1958 - 3 tháng 4 năm 1960    | Lần thứ 9 1 năm, 268 ngày                                                      |
| Vương quốc Campuchia thời kỳ Nhiếp chính (1960–1970)       |           |                                                        |                                             |                                                                                |
| (1)                                                        |           | Hoàng thân Norodom Sihanouk                            | 3 tháng 4 năm 1960 - 19 tháng 4 năm 1960    | Lần thứ 9 16 ngày                                                              |
| 19                                                         |           | Pho Proeung                                            | 19 tháng 4 năm 1960 - 28 tháng 1 năm 1961   | 284 ngày                                                                       |
| (7)                                                        |           | Samdech Penn Nouth                                     | 28 tháng 1 năm 1961 - 17 tháng 11 năm 1961  | Lần thứ 5 293 ngày                                                             |
| (1)                                                        |           | Hoàng thân Norodom Sihanouk                            | 17 tháng 11 năm 1961 - 13 tháng 2 năm 1962  | Lần thứ 10 88 ngày                                                             |
| -                                                          |           | Nhiek Tioulong                                         | 13 tháng 2 năm 1962 - 6 tháng 8 năm 1962    | Tạm quyền 174 ngày                                                             |
| -                                                          |           | Chau Sen Cocsal Chhum                                  | 6 tháng 8 năm 1962 - 6 tháng 10 năm 1962    | Tạm quyền 61 ngày                                                              |
| 20                                                         |           | Hoàng thân Norodom Kantol                              | 6 tháng 10 năm 1962 - 25 tháng 10 năm 1966  | 4 năm, 19 ngày                                                                 |
| 21                                                         |           | Lon Nol                                                | 25 tháng 10 năm 1966 - 1 tháng 5 năm 1967   | Lần thứ nhất 188 ngày                                                          |
| 22                                                         |           | Son Sann                                               | 1 tháng 5 năm 1967 - 31 tháng 1 năm 1968    | 275 ngày                                                                       |
| (7)                                                        |           | Samdech Penn Nouth                                     | 31 tháng 1 năm 1968 - 14 tháng 8 năm 1969   | Lần thứ 6 1 năm, 195 ngày                                                      |
| (21)                                                       |           | Lon Nol                                                | 14 tháng 8 năm 1969 - 9 tháng 10 năm 1970   | Lần thứ hai 1 năm, 56 ngày                                                     |
| Cộng hòa Khmer (1970-1975)                                 |           |                                                        |                                             |                                                                                |
| (21)                                                       |           | Lon Nol                                                | 9 tháng 10 năm 1970 - 11 tháng 3 năm 1972   | Lần thứ hai 1 năm, 154 ngày                                                    |
| 23                                                         |           | Hoàng thân Sisowath Sirik Matak                        | 11 tháng 3 năm 1972 - 18 tháng 3 năm 1972   | 7 ngày                                                                         |
| (2)                                                        |           | Sơn Ngọc Thành                                         | 18 tháng 3 năm 1972 - 15 tháng 10 năm 1972  | Lần thứ hai 211 ngày                                                           |
| 24                                                         |           | Hang Thun Hak                                          | 15 tháng 10 năm 1972 - 6 tháng 5 năm 1973   | 203 ngày                                                                       |
| 25                                                         |           | In Tam                                                 | 6 tháng 5 năm 1973 - 9 tháng 12 năm 1973    | 217 ngày                                                                       |
| 26                                                         |           | Long Boret                                             | 26 tháng 12 năm 1973 - 17 tháng 4 năm 1975  | 1 năm, 112 ngày                                                                |
| Campuchia Dân chủ (1975–1979)                              |           |                                                        |                                             |                                                                                |
| (7)                                                        |           | Samdech Penn Nouth                                     | 17 tháng 4 năm 1975 - 4 tháng 4 năm 1976    | Lần thứ 7 353 ngày                                                             |
| -                                                          |           | Khieu Samphan                                          | 4 tháng 4 năm 1976 - 13 tháng 5 năm 1976    | Tạm quyền 39 ngày                                                              |
| 27                                                         |           | Pol Pot                                                | 13 tháng 5 năm 1976 - 7 tháng 1 năm 1979    | 2 năm, 239 ngày                                                                |
| Cộng hòa Nhân dân Campuchia (1979–1989)                    |           |                                                        |                                             |                                                                                |
| -                                                          |           | Heng Samrin                                            | 7 tháng 1 năm 1979 - 27 tháng 6 năm 1981    | Chủ tịch Hội đồng Nhân dân Cách mạng (Chức vụ Thủ tướng trống) 2 năm, 171 ngày |
| 28                                                         |           | Pen Sovan                                              | 27 tháng 6 năm 1981 - 5 tháng 12 năm 1981   | Chủ tịch Hội đồng Bộ trưởng 161 ngày                                           |
| 29                                                         |           | Chan Sy                                                | 5 tháng 12 năm 1981 - 26 tháng 12 năm 1984  | Chủ tịch Hội đồng Bộ trưởng 3 năm, 21 ngày                                     |
| 30                                                         |           | Hun Sen                                                | 14 tháng 1 năm 1985 - 1 tháng 5 năm 1989    | Chủ tịch Hội đồng Bộ trưởng 4 năm, 107 ngày                                    |
| Quốc gia Campuchia (1989–1993)                             |           |                                                        |                                             |                                                                                |
| (30)                                                       |           | Hun Sen                                                | 1 tháng 5 năm 1989 - 2 tháng 7 năm 1993     | Chủ tịch Hội đồng Bộ trưởng 4 năm, 62 ngày                                     |
| 31                                                         |           | Hoàng thân Norodom Ranariddh                           | 2 tháng 7 năm 1993 - 24 tháng 9 năm 1993    | Đồng thủ tướng 84 ngày                                                         |
| (30)                                                       |           | Hun Sen                                                | 2 tháng 7 năm 1993 - 24 tháng 9 năm 1993    | Đồng thủ tướng 84 ngày                                                         |
| Vương quốc Campuchia (1993-nay)                            |           |                                                        |                                             |                                                                                |
| (31)                                                       |           | Hoàng thân Norodom Ranariddh (Đồng thủ tướng thứ nhất) | 24 tháng 9 năm 1993 - 6 tháng 7 năm 1997    | Đồng thủ tướng 3 năm, 285 ngày                                                 |
| (30)                                                       |           | Samdech Hun Sen (Đồng thủ tướng thứ hai)               | 24 tháng 9 năm 1993 - 6 tháng 7 năm 1997    | Đồng thủ tướng 3 năm, 285 ngày                                                 |
| 32                                                         |           | Ung Huot (Đồng thủ tướng thứ nhất)                     | 16 tháng 7 năm 1997 - 30 tháng 11 năm 1998  | Đồng thủ tướng 1 năm, 137 ngày                                                 |
| (30)                                                       |           | Samdech Hun Sen (Đồng thủ tướng thứ hai)               | 16 tháng 7 năm 1997 - 30 tháng 11 năm 1998  | Đồng thủ tướng 1 năm, 137 ngày                                                 |
| (30)                                                       |           | Samdech Hun Sen                                        | 30 tháng 11 năm 1998 - 22 tháng 8 năm 2023  | 24 năm, 265 ngày                                                               |
| 33                                                         |           | Hun Manet                                              | 22 tháng 8 năm 2023 - nay                   | 1 năm, 219 ngày                                                                |